# Radiola (station)
Pour les articles homonymes, voir Radiola.
Pour la marque de récepteurs, voir Radiola (marque).
Radiola est une station de radio française (généraliste ; privée) créée par Émile Girardeau et qui émet du 6 novembre 1922 au 28 mars 1924. Première station de radio commerciale à émettre régulièrement en France, principalement financée par la publicité. Elle est créée par le fabricant de récepteurs radiophoniques de marque Radiola, permettant d'enrichir l'offre en émissions attrayantes, afin que les postes de cette marque puissent meux se vendre, grâce à sa promotion régulière à l'antenne.

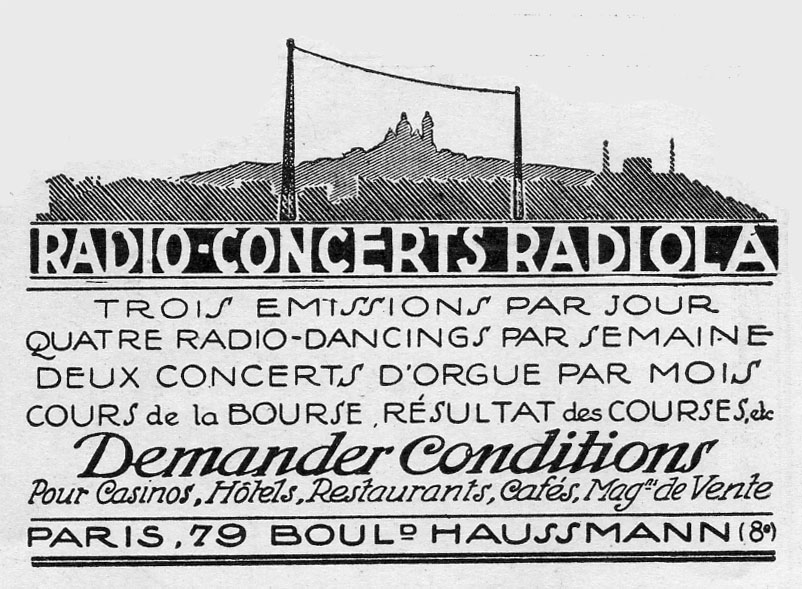
Réclame de mai 1924 pour les radio-concerts (L'Illustration)

## Histoire
La radio sert de support à la promotion des récepteurs Radiola, fabriqués par la Société française radio-électrique (SFR).
Les premiers essais de Radiola ont lieu le 26 juin 1922 et les premières émissions régulières à partir du 6 novembre 1922. Marcel Laporte est le speaker-vedette de l'antenne, sous le pseudonyme de Radiolo. Le premier journal parlé est diffusé le 6 janvier 1923.
Le 29 mars 1924, Radiola devient Radio Paris, station généraliste privée, passant sous le contrôle de l’État le 18 décembre 1933 et le restant jusqu'au 17 juin 1940. Elle conserve son nom de Radio Paris sous l'occupation de juillet 1940 à août 1944 mais la station est dès lors sous contrôle des collaborateurs et des nazis.
Edmond Dehorter fait partie des premiers reporters de cette station et est notamment l'auteur du premier reportage sportif pour une radio française.